# Jang Žu-taj
Jang Žu-taj (čínsky pchin-jinem Yáng Rǔdài, znaky zjednodušené 杨汝岱, tradiční 楊汝岱; 1. prosince 1926 – 24. února 2018) byl čínský komunistický politik, v 50. a 60. letech působil na místní a okresní úrovni v rodném okresu, ve druhé polovině 70. ho tehdejší první tajemník s’čchuanského provinčního výboru KS Číny Čao C’-jang vyzdvihl na vyšší posty a v letech 1983–1993 vedl s’čchuanskou organizaci KS Číny. Současně byl v letech 1987–1992 členem politbyra. Po sesazení Čao C’-janga z funkcí roku 1989 ztratil podporu ve vedení strany a státu, politickou kariéru uzavřel funkcí místopředsedy celostátního výboru Čínského lidového politického poradního shromáždění (1993–2003).

## Život
Jang Žu-taj se narodil 28. února 1926 v okrese Žen-šou v provincii S’-čchuan. Od roku 1950 pracoval, roku 1952 vstoupil do Komunistické strany Číny. Poté pracoval jako funkcionář komunistické strany na místní a okresní úrovni, v 60. letech se vypracoval na tajemníka ženšouského okresního výboru strany. Po roce 1966 byl odvolán z funkcí a perzekvován, jako jeden z řady stranických funkcionářů spjatých s Li Ťing-čchüanem, dlouholetým prvním tajemníkem s’čchuanského provinčního výboru KS Číny. Od roku 1970 se vrátil do administrativy rodného okresu, tentokrát jako místopředseda okresního revolučního výboru. Okres zaujal pozornost vedení provincie vybudováním přehrady, která umožnila řešit problémy se zavlažováním půdy. Jang Žu-tajovi úspěch vynesl roku 1977 přeložení na vyšší místo tajemníka výboru strany prefektury Le-šan a koncem téhož roku jmenování jedním z tajemníků s’čchuanského provinčního výboru KS Číny a místopředsedou revolučního výboru S’čchuanu. Ve vedení provincie odpovídal za zemědělství, přičemž zaváděl protržní reformy, které přispěly k rozvoji zemědělské výroby.
Prvním tajemníkem s’čchuanského provinčního výboru KS Číny byl v letech 1975–1980 Čao C’-jang. Na XII. sjezdu KS Číny v září 1982 byl Jang Žu-taj zvolen členem ústředního výboru. Začátkem roku 1983 nahradil ve funkci prvního tajemníka s’čchuanského provinčního výboru KS Číny Tchan Čchi-lunga a na desetiletí převzal vedení provincie. Na XIII. sjezdu KS Číny v říjnu/listopadu 1987 byl zvolen členem politbyra.
Na XIV. sjezdu KS Číny v říjnu 1992 odešel z politbyra i ústředního výboru; patřil k funkcionářům vyzdviženým s podporou Čao C’-janga (v letech 1975–1980 prvního tajemníka s’čchuanského provinčního výboru KS Číny), nejdříve v rámci S’-čchuanu a později z provinční na celostátní úroveň. S ukončením politické kariéry Čao C’-janga roku 1989 ztratil podporu ve vedení strany. Na jaře 1993 se náhradou za odchod z politbyra a ústředního výboru a rezignaci na vedení s’čchuanské organizace KS Číny stal místopředsedou celostátního výboru Čínského lidového politického poradního shromáždění, místopředsedou byl dvě volební období, v letech 1993–2003. 
Zemřel 24. února 2018 v Pekingu ve věku 91 let.